# Delias nigropunctata
Delias nigropunctata är en fjärilsart som beskrevs av James John Joicey och Alfred Noakes 1915. Delias nigropunctata ingår i släktet Delias och familjen vitfjärilar. Inga underarter finns listade i Catalogue of Life.